# Nicolás Bravo 3.ª Sección
Nicolás Bravo 3.ª Sección es una ranchería del municipio de Paraíso ubicado en la subregión de la Chontalpa del estado mexicano de Tabasco.

## Geografía
La localidad se ubica a 13.3 kilómetros (en dirección noreste) de la localidad de Paraíso, la cabecera y lugar más poblado del municipio. Se sitúa en las coordenadas geográficas 18°17′34″N 93°08′54″O / 18.292778, -93.148333, a una elevación de 2 metros sobre el nivel del mar.

## Demografía
Según el Conteo de Población y Vivienda 2020, efectuado por el Instituto Nacional de Estadística y Geografía, la localidad de Nicolás Bravo 3.ª Sección tiene 1,222 habitantes, de los cuales 615 son del sexo masculino y 607 del sexo femenino. Su tasa de fecundidad es de 2.14 hijos por mujer y tiene 323 viviendas particulares habitadas.
| Gráfica de evolución demográfica de Nicolás Bravo 3.ª Sección entre 1980 y 2020 |
|                                                                                 |
| INEGI.                                                                          |